# Tuco-tuco de Conover
El tuco-tuco de Conover (Ctenomys conoveri) és una espècie de rosegador de la família dels ctenòmids. Viu a Bolívia i el Paraguai. Es tracta d'un animal herbívor que excava per trobar els tubercles i les arrels que formen la seva dieta. El seu hàbitat natural són els matollars xeròfils àrids del Gran Chaco. És una espècie en risc mínim, és a dir, no sembla que hi hagi cap amenaça significativa per a la seva supervivència.
Fou anomenat en honor del soldat i ornitòleg estatunidenc Henry Boardman Conover.